# Macfarlane (manteau)
Pour les articles homonymes, voir Macfarlane.

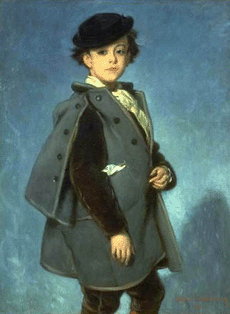
Portrait d'Edmond en macfarlane, 1872, par Edme Alexis Alfred Dehodencq (1822-1882)

Un macfarlane est un manteau ample, sans manche, comportant une pèlerine sur les épaules, ou un grand collet.
Le macfarlane a été inventé au XIXe siècle, sans doute en 1859 par un Écossais du nom de MacFarlane. Il est aujourd'hui assez rare, mais on peut encore en voir dans certains westerns.
Arsène Lupin porte parfois un macfarlane avec un chapeau melon. Sherlock Holmes est traditionnellement représenté portant un manteau imperméable de type très similaire, appelé en anglais Inverness cape, terme que l'on traduit généralement en français par macfarlane.
Le personnage d'Ebenezer Graymes (le Commandeur), des romans de Michel Honaker est décrit également comme portant un manteau de type macfarlane.